# Google Play Games
O Google Play Games é um serviço de jogos online, kit de desenvolvimento de aplicativos (SDK) e, uma rede social de jogos multiplayer desenvolvido e operado pela empresa norte-americana Google, parte da linha de produtos Google Play, para o sistema operacional Android. Ele apresenta perfis de jogadores, salvamentos na nuvem, conquistas e placares de líderes sociais e públicos. O serviço Play Games permite que os desenvolvedores incorporem os recursos acima em seus jogos sem ter que desenvolver esses recursos do zero.
Em 2022, foi iniciado o projeto Google Play para PC (Windows), que roda jogos do Android diretamente no computador usando: monitor, mouse e, teclado.

## História
O serviço Google Play Games foi apresentado na Google I/O Developer Conference 2013, e o aplicativo móvel independente Google Play Games foi lançado para Android em 24 de julho de 2013. Andrew Webster, da The Verge, comparou o Google Play Games com o Game Center, uma rede de jogos semelhante para usuários do próprio sistema operacional iOS da Apple, Inc..
O Google Play Games recebe atualizações ao longo dos anos desde seu lançamento, incluindo um recurso de gravação de tela, IDs de jogador personalizados, jogos integrados e um fliperama para descoberta de jogos.
Os serviços multijogador em tempo real e por turnos foram suspensos desde 16 de setembro de 2019. O suporte para essas funções de API terminou em 31 de março de 2020.
A partir de setembro de 2022, o Google iniciou os primeiros testes Beta do programa Google Play que funciona no sistema Microsoft Windows, que permite rodar jogos do Android diretamente no computador (desktop e notebook) de forma semelhante a um emulador Android. Permitindo aos jogadores usarem monitores grandes além do controle usando o mouse e teclado, como substitutos para comandos de toques na tela. Disponível inicialmente nos seguintes países: Austrália, Hong Kong, Coreia do Sul, Taiwan e Tailândia. A partir de novembro do mesmo ano, o Play Games para PC é disponibilizado no Brasil e em outros sete países; Na loja virtual brasileira estão disponíveis 61 jogos para serem baixados pelo aplicativo e instalados no computador, incluindo jogos como: Horizon Chase, Asphalt 9: Legends, Mobile Legends: Bang Bang.

## Versão para computador
Em setembro de 2022, o Google iniciou o projeto Google Play para PC para o Microsoft Windows, que permite rodar jogos do Android diretamente no computador com Windows 10 com uso de monitor e controle com o mouse e teclado.

Para aproveitar o catálogo de jogos eletrônicos oferecido, recomenda-se que os jogadores precisam ter um computador com uma GPU similar ao Intel UHD Graphics 630, memória RAM de 8 GB, armazenamento disponível de 10 GB, processador com 4 núcleos, além do Windows na versão 10 e ligar os recursos de Máquina Virtual Segura do sistema (segurança baseada em virtualização).